# Hans J. Wegner
Hans Jørgensen Wegner (* 2. April 1914 in Tondern, Deutsches Reich; † 26. Januar 2007 in Kopenhagen) war ein dänischer Tischler, Architekt und Möbeldesigner.

## Leben
Zunächst erlernte Wegner den Beruf des Tischlers und studierte dann 1936–1938 an der Kunstgewerbeschule (Kunsthåndværkerskolen) in Kopenhagen. Er arbeitete als selbstständiger Architekt und lehrte von 1946 bis 1953 Möbeldesign an der Kunstgewerbeschule. Ab 1940 legte er seinen Arbeitsschwerpunkt vor allem auf die Gestaltung von Möbeln. So entwarf er 1940 Stühle und Tische für das von Arne Jacobsen entworfene Rathaus von Aarhus. Doch auch Bestecke, Tapeten und Lampen wurden von Wegner gestaltet.

## Werke
Hans J. Wegner wurde vor allem mit seinen Stühlen berühmt. Er entwarf über 500 verschiedene Modelle, die meisten Entwürfe waren reine Holzstühle. Viele werden nach wie vor in Dänemark hergestellt, unter anderem von den Firmen Carl Hansen & Søn, Fritz Hansen und PP Møbler. Am bekanntesten wurden:
- Chinastuhl (Kinastolen) von 1944, Fritz Hansen
- Pfauenstuhl (Påfuglestolen) von 1947, PP Møbler
- Runder Stuhl (Den runde stol) von 1949, PP Møbler. Die Runden Stühle wurden 1960 von CBS für das erste live übertragene Fernsehduell amerikanischer Präsidentschaftskandidaten verwendet. John F. Kennedy bestand auf dem Modell, weil er aufgrund seines Rückenleidens einem bequemen Stuhl den Vorzug gab. Am folgenden Tag fand «The Chair» in zahlreichen Zeitungsberichten Lob und Anerkennung.
- Y-Stuhl (Y-stolen) von 1950, Carl Hansen & Søn
- Valetstuhl/Stummer Diener (Jakkens Hvile) von 1953, PP Møbler
- Ochsensessel (Pøllestolen) von 1960, Erik Jørgensen.

Für die dänische Möbelfirma Getama (Objektausstatter) entwarf Wegner über Jahrzehnte zahlreiche Lehnstühle, Sofas und Tische.
Im Jahr 1964 wurden einige Arbeiten von Wegner auf der documenta III in Kassel in der Abteilung Industrial Design gezeigt.

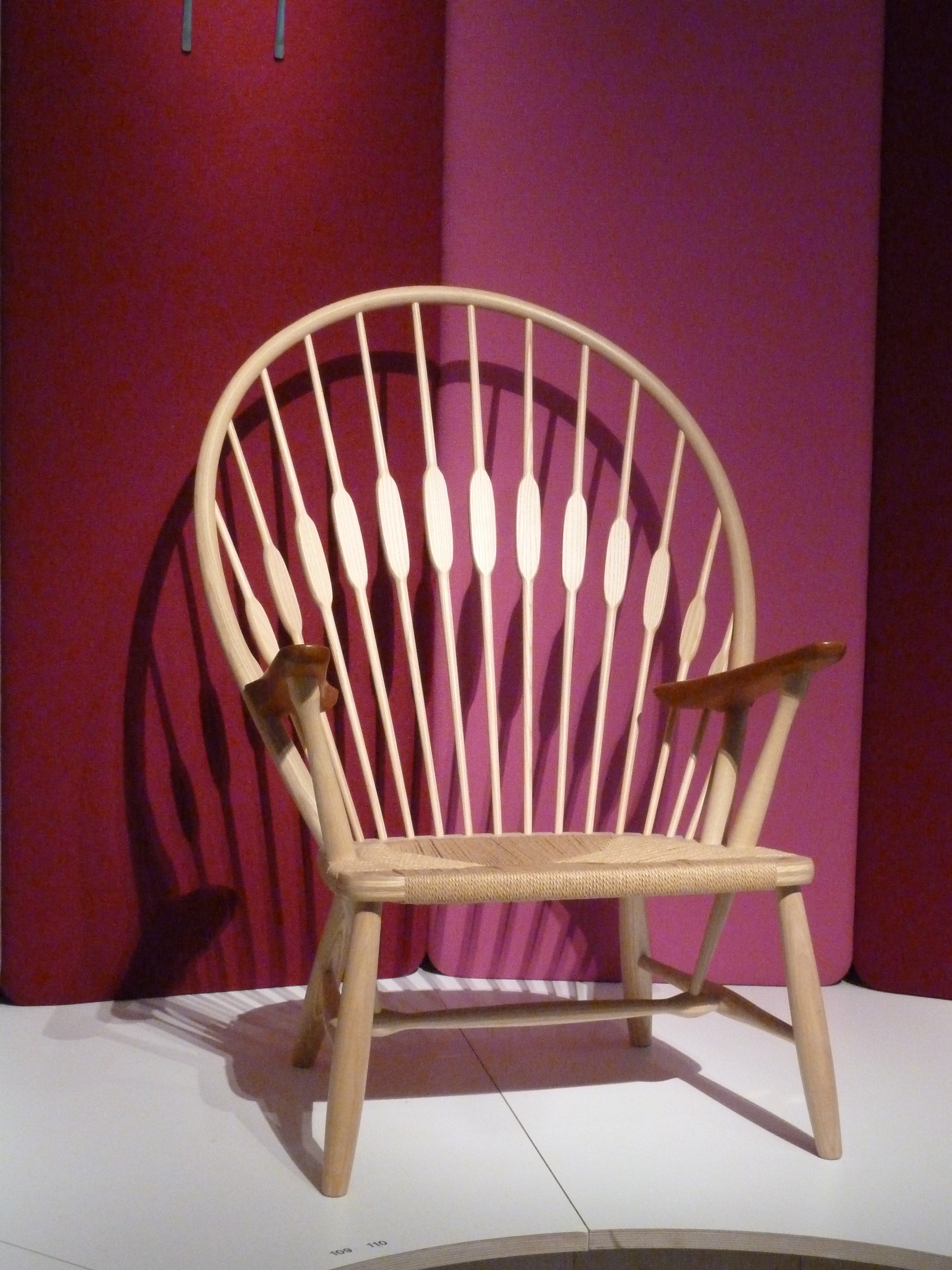
Pfauenstuhl
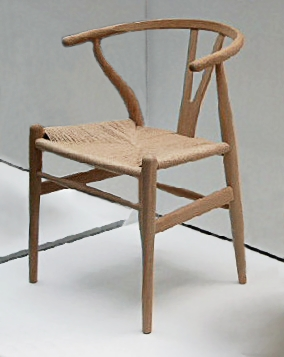
Y-Stuhl
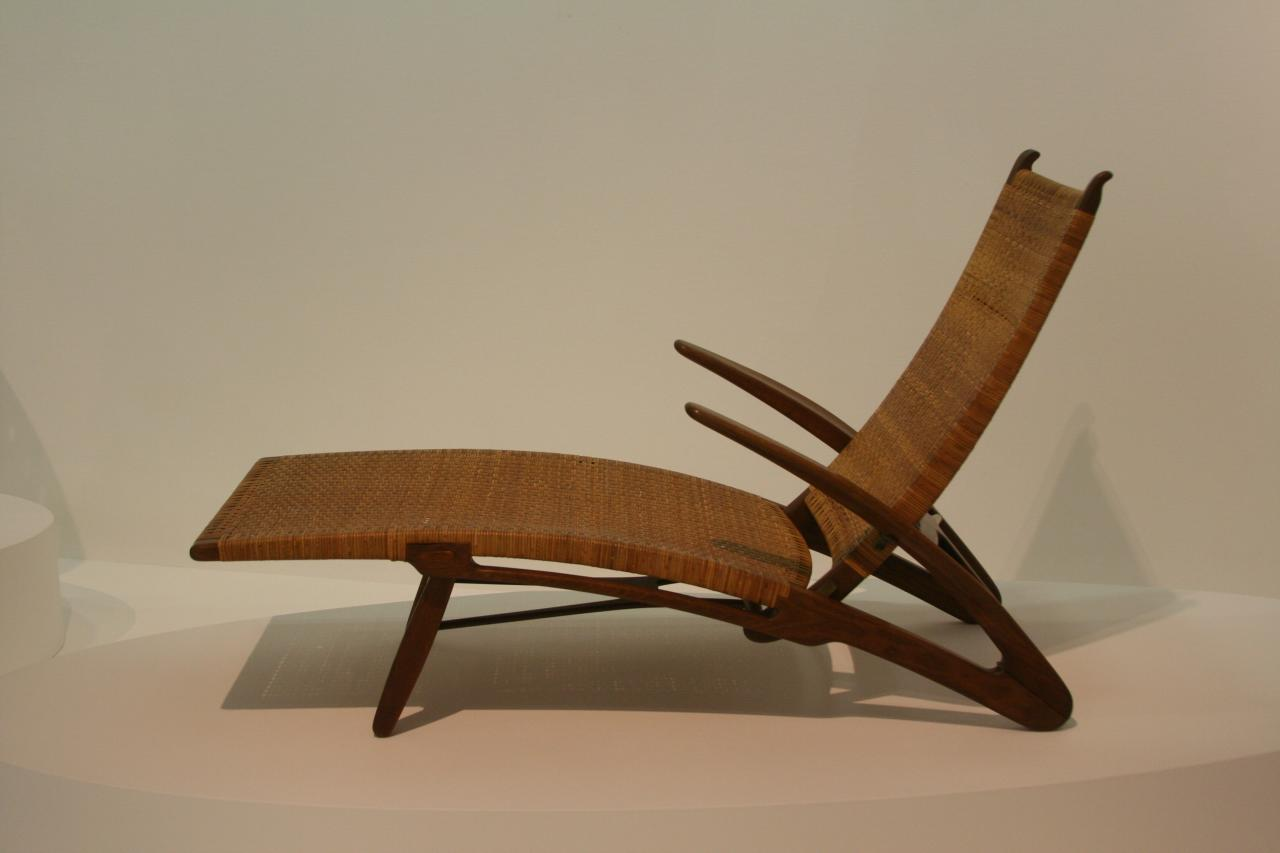
Hans J. Wegner – im Centre Pompidou  in Paris

## Ehrungen
1997 erhielt er den 8. International Design Award in Osaka und wurde zum Ehrendoktor am Royal College of Art in London ernannt.
Im kunstgeschichtlichen Museum in seiner Heimatstadt Tondern ist seit 1998 eine ständige Ausstellung von Wegners Werken zu besichtigen. Sie befindet sich im ehemaligen Wasserturm neben dem Museum. 1982 erhielt er die C.F. Hansen Medaille.